# 喵咪鬥惡龍
《喵咪鬥惡龍》（英語：Cat Quest，也譯為貓咪探索）是一動作角色扮演遊戲，由新加坡團隊The Gentlebros開發、PQube發布。遊戲於2017年發布，並獲專業評論總體正面的評價。

## 遊戲性
《喵咪鬥惡龍》是一俯視視角的動作角色扮演遊戲。遊戲設定於開放世界王國菲林加德。玩家控制擬人化的貓，踏上征途營救被綁架的妹妹。遊戲採用即時戰鬥、迷宮探索和裝備升級要素。

## 開發與發布
《喵咪鬥惡龍》由The Gentlebros開發並由PQube發布。《喵咪鬥惡龍》於2017年8月8日透過Steam商店在Windows和macOS上發布，2017年8月10日在iOS上發布。它於2017年9月15日在Android上發布。任天堂Switch版於2017年11月10日發布。它還於同日在歐洲PlayStation 4，11月14日在北美PlayStation 4上發布。
The Gentlebros官方網站稱，本作內容很大程度借鑒了《薩爾達傳說》、《Final Fantasy》、《上古卷軸V：無界天際》，包括《薩爾達傳說》的戰鬥與探索、《Fianl Fantasy》的世界地圖、《無界天際》的開放世界。

## 評價
根據評論聚集網站Metacritic的統計，《喵咪鬥惡龍》獲專業評論總體正面的評價。